# This Tuesday in Texas
This Tuesday in Texas – gala pay-per-view, która została wyprodukowana przez World Wrestling Federation. Miała miejsce 3 grudnia 1991 we Freeman Coliseum w San Antonio w Teksasie.
Na gali odbyło się pięć walk. Walką wieczoru był rewanż o WWF Championship, gdzie Hulk Hogan pokonał panującego mistrza The Undertakera, odzyskując tytuł. Hogan stracił mistrzostwo sześć dni wcześniej na Survivor Series po kontrowersyjnym zakończeniu. Na gali Randy Savage, który zawalczył w pierwszej walce od WrestleManii VII, pokonał Jake’a Robertsa.
Gala była próbą WWF do wybrania czwartku jako drugiego dnia do organizowania pay-per-view. Nikła reakcja i niezadowalający buyrate, który wynosił 1.0, spowodował porażkę tejże próby. Kolejny raz przystąpili do tego pomysłu w październiku 2004, kiedy zorganizowano galę Taboo Tuesday.

## Przygotowania do gali
This Tuesday in Texas oferowało walki profesjonalnego wrestlingu z udziałem różnych wrestlerów z istniejących oskryptowanych rywalizacji i storyline’ów, które były kreowane na tygodniówkach WWF – Superstars, Wrestling Challenge i Prime Time Wrestling. Wrestlerzy byli przedstawiani jako heele (negatywni, źli zawodnicy i najczęściej wrogowie publiki) i face’owie (pozytywni, dobrzy i najczęściej ulubieńcy publiki), gdzie rywalizowali pomiędzy sobą w seriach walk mających w budować napięcie, kulminując w decydującą walkę wrestlerską lub ich serię.
Pod koniec lata 1991, Ric Flair, wielokrotny światowy mistrz w rywalizujących National Wrestling Alliance (NWA) i World Championship Wrestling (WCW), podpisał kontrakt z WWF, pojawiając się w programach ze swoim „Big Gold Beltem”, a także zaczął skupiać się na WWF Championie Hulku Hoganie, deklarując siebie jako „Prawdziwego Światowego Mistrza”. Rywalizacja z Hoganem, która była wyczekiwana przez fanów od lat 80., została szybko wprowadzona, a rozpoczęła się na Survivor Series, kiedy Flair pomógł The Undertakerowi pokonać Hogana o WWF Championship. Poprzez ingerencję Flaira, szybko został podpisany rewanż mający miejsce na This Tuesday in Texas, gdzie Prezydent WWF Jack Tunney ogłosił, że pojawi się obok ringu, by nie dopuścić do czyjejś interwencji.
Rywalizacja pomiędzy The Ultimate Warriorem i Jakem Robertsem została zaplanowana na koniec 1991, lecz kiedy Warrior został zwolniony z WWF po SummerSlam, Roberts rozpoczął rywalizację z Randym Savage’em. Zaczęła się ona podczas wesela Savage’a i Miss Elizabeth, którzy się „pobrali” na SummerSlam (w rzeczywistości zrobili to w 1984), kiedy to Roberts i Undertaker wkroczyli na imprezę i ją zniszczyli. Po tym wydarzeniu, Roberts zaczął kierować proma odnośnie do jego osoby do wszystkich w kraju, poniżając go i zwiększając napięcie pomiędzy tą dwójką. Savage nie mógł jednak zawalczyć w ringu, gdyż przegrał retirement match z Warriorem na WrestleManii VII, przez co musiał przejść na emeryturę, lecz znalazł zajęcie jako komentator na WWF Superstars. Podczas jednego z odcinków, gdy Roberts wygłaszał kolejne obrażające Savage’a promo, wściekły „Macho Man” wkroczył do ringu by zaatakować Robertsa, lecz ten zawinął Savage’a pomiędzy linami i pozwolił swojej kobrze ukąsić jego ramie. Po tym incydencie, Tunney zgodził się na przywrócenie Savage’a do aktywnego rosteru i ustanowił pojedynek pomiędzy nimi.

## Gala
Pierwszą walką nadawaną na żywo na pay-per-view (PPV) był pojedynek o WWF Intercontinental Championship pomiędzy pretendentem Skinnerem, a mistrzem Bretem Hartem. Hart kontrolował w pierwszych minutach meczu, dopóki Skinner nie przygniótł ramienia Harta o ring post. Skinner później dominował w walce, lecz jego próba wykonania ruchu ze środkowej liny została skontrowana na atak butem w twarz Skinnera przez Harta. Krótko potem, Skinner wspiął się na turnbuckle, lecz został złapany i Hart wykonał mu slam na matę, po czym zaaplikował swojego finishera, Sharpshootera, po którym Skiner się poddał i przegrał walkę.
W następnej walce zmierzyli się Jake Roberts i Randy Savage. Podczas gdy Roberts wchodził do ringu, Savage zaatakował go od tyłu. Savage spędził kilka następnych minut na ofensywie, dopóki sędzia ich nie rozdzielił, przez co Roberts wykonał cios w dolną część brzucha. Roberts popchnął Savage’a z górnej liny na podłogę, dając sobie czas na odpoczynek. Roberts później kontrolował walkę, skupiając się na kontuzjowanej ręce Savage’a. Po upływie sześciu minut walki, Roberts przygotował się do wykonania DDT, lecz Savage skontrował to popychając go w narożnik, obijając jego żebra. Pozwoliło to na przygotowanie się do wykonania diving elbow dropu i przypięcia Robertsa, zdobywając zwycięstwo. Po walce, Savage chciał jeszcze obić Robertsa, więc wziął stalowe krzesełko, lecz zostało ono zabrane przez pracowników z backstage’a. Savage więc wziął gong, lecz sędziowie go otoczyli, więc Roberts to wykorzystał i wykonał DDT na Savage’u. Około minuty później, Roberts wykonał mu kolejne DDT. Roberts wszedł po ring tylko po to, aby wyjąć worek, który wyglądał podobnie jak ten, w którym zwykle była przetrzymywana kobra. Miss Elizabeth przyszła w okolice ringu i chciała zabrać Savage’a na backstage, lecz Roberts jej w tym przeszkodził i dodał od siebie trzecie DDT, po czym uderzył w twarz Elizabeth. Drugi sędzia przybiegł, aby odeskortować Robertsa z ringu, zaś w ramach dodatkowego bezpieczeństwa przyszedł jeszcze Jack Tunney, aby być pewnym, że Roberts już nikogo nie zaatakuje.
Trzecią walką był kolejny singles match, w którym zawalczyli The Warlord, któremu towarzyszył Harvey Wippleman, oraz The British Bulldog. Na początku obaj wymieniali się ciosami, dopóki Warlord nie zdobył małej przewagi i próbował wykonać swój finisher, full nelson, lecz nie był w stanie dopiąć swoich dłoni, by dokończyć ów ruch, więc postanowił puścić rywala i popchnąć go na matę. Warlord podniósł Bulldoga i wysłał go w narożnik, po czym wbiegł wprost na niego, lecz Bulldog skontrował to kopniakiem w twarz, dodając clothesline ze środkowej liny. Bulldog wyprowadził swój delayed suplex i chciał przypiąć rywala, lecz Warlord go skutecznie odepchnął. Bulldog następnie chciał wykonać swojego finishera running powerslam, jednakże Warlord zablokował ten ruch łapiąc się górnej liny, a ostatecznie ten upadł na Bulldoga i zdobył sędzia doliczył tylko do dwóch. Warlord popchnął Bulldoga w stronę lin, lecz ten odbił się od nich i przypiął rywala za pomocą crucifixu, zdobywając zwycięstwo.
| Rola:                    | Osoba:          |
| ------------------------ | --------------- |
| Komentatorzy             | Gorilla Monsoon |
| Komentatorzy             | Bobby Heenan    |
| Przeprowadzający wywiady | Sean Mooney     |
| Przeprowadzający wywiady | Gene Okerlund   |
| Konferansjer             | Howard Finkel   |
| Sędziowie                | Danny Davis     |
| Sędziowie                | Earl Hebner     |
| Sędziowie                | Joey Marella    |

Następną walką był tag team match, w którym The Repo Man i Ted DiBiase (którzy byli z Sensational Sherri), zmierzyli się z El Matadorem i Virgilem. Przez pierwsze minuty, walkę kontrolowali El Matador i Virgil, dopóki DiBiase nie wymierzył Virgilowi łokcia w żebra. Repo Man i DiBiase zaczęli skupiać się na Virgilu, lecz ten zdołał wykonać neckbreaker i zmienić się z El Matadorem. Po kilku atakach, El Matador spróbował wykonać running leaping forearm club, lecz został zaatakowany przez DiBiasego, który stał za ringiem. El Matador został potem znokautowany będąc na górnej linie przez Repo Mana, gdzie DiBiase popchnął go w stalowe schodni, a sędzia był skupiony na Repo Manie i Virgilu z drugiej strony ringu. Po podwójnym Clothesline, Repo Man i El Matador zmienili się ze swoimi partnerami. Później, kiedy cała czwórka była w ringu, Sherri wspięła się na krawędź ringu i chciała zaatakować Virgila obcasem, lecz ten ominął ciosu i przypadkowo trafiła DiBiasego. Virgil, wściekły zamiarem ataku na niego, złapał Sherri, lecz otrzymał kolanem w nerki przez Repo Mana. Pozwoliło to na przypięcie Virgila przez DiBiasego i zdobycie zwycięstwa.
W walce wieczoru zmierzyli się The Undertaker (który wszedł do ringu z Paulem Bearerem), oraz Hulk Hogan, a stawką był WWF Championship. Jack Tunney siedział obok ringu, aby być pewnym, że nikt nie zainterweniuje w walce. Przed rozpoczęciem walki, 'Taker i Bearer zaczęli kopać Hogana, lecz gdy ten wstał, przywalił głowami rywali o siebie. Bearer upadł poza ring, dzięki temu 'Taker i Hogan będący w ringu mogli zacząć pojedynek. Hogan zaczął serią ataków, lecz na nic to było dla większego oponenta. Po otrzymaniu clothesline’a nad górną liną, Undertaker złapał za nogę Hogana i wyciągnął go z ringu, po czym zaatakował jego gardło. Undertaker kontrolował większość pojedynku, dopóki Hogan nie odzyskał sił, co sprowokowało Rica Flaira do pojawienia się obok ringu. Skonfrontował się on z Tunneyem, który zatrzymał Flaira przez ingerencją. Mimo tego, Flair chciał wykonać atak krzesełkiem w plecy Hogana, lecz ten popchnął Flaira wprost na Tunneya stojącego za nim na podłodze. Kiedy Tunney został znokautowany, Flair wszedł na krawędź ringu dał krzesełko 'Takerowi. Jednakże Hogan ominął ataku, wziął urnę Bearera, otworzył ją, i rzucił pyłem w oczy Takera. W międzyczasie, Flair zaczął pomagać Tunneyowi by wstał i zobaczył co się stało. Hogan przypiął Undertakera za pomocą roll-upu i wygrał walkę, zdobywając WWF Championship.

## Wydarzenia po gali
W następnym tygodniu, Tunney odebrał Hoganowi WWF Championship i zwakował tytuł, poprzez kontrowersyjne zakończenia ostatnich dwóch walk Undertakera i Hogana. Dodał też, że nowy mistrz zostanie wyłoniony podczas Royal Rumble matchu w styczniu 1992, gdzie zwycięzca walki zdobędzie mistrzostwo. Tunney zarezerwował po jednym numerku dla Hogana i Undertakera z puli liczb 20-30. The Undertaker wszedł jako 20., podczas gdy Hogan, dwukrotny zwycięzca poprzednich Royal Rumble matchów, wszedł jako 26. Hogan wyeliminował 'Takera, lecz potem został wyrzucony przez Sida Justice’a. Na sam koniec walki, Hogan pomógł Ricowi Flairowi wyeliminować Justice’a, co doprowadziło do walki pomiędzy Hoganem i Justicem na WrestleManii VIII.
Jake Roberts i Randy Savage kontynuowali rywalizację przez następnych kilka miesięcy, w tym podczas Royal Rumble, gdzie Savage wyeliminował Robertsa. Po przegranej walce 8 lutego 1992 na edycji Saturday Night’s Main Event, wściekły Roberts zaczekał na backstage’u na Savage’a i Elizabeth, by zaatakować ich stalowym krzesełkiem. Wpierw pojawiła się Elizabeth, lecz próbę ataku zablokował The Undertaker, który uderzył Robertsa krzesełkiem, co rozpoczęło rywalizację pomiędzy nimi, kulminującą w walkę na WrestleManii VIII. Savage zaś rozpoczął feud z Flairem o WWF Championship i pokonał go na WrestleManii, zdobywając tytuł po raz ostatni w karierze.

## Recenzje
WWF zarobiło w przybliżeniu 100 000 dolarów ze sprzedaży biletów, gdzie na galę przyszło 8000 fanów. Buyrate gali pay-per-view wyniósł 1.0, co oznaczało wykupienie jej w ilości 400 000. Gala została zawarta w WWF Supertape '92, które zostało wydane na VHS’ach w Stanach Zjednoczonych 23 stycznia 1992 przez Coliseum Video.

## Wyniki walk
| Nr                                                                                    | Wyniki | Stypulacje                                        | Czas  |
| ------------------------------------------------------------------------------------- | --- | ------------------------------------------------- | ----- |
| 1D                                                                                    | The Harris Brothers (Don Harris i Ron Harris) pokonali Briana Donahue’a i Briana Costello                      | Tag team match                                    | –     |
| 2D                                                                                    | Sir Charles pokonał Dale’a Wolfego                                                                             | Singles match                                     | –     |
| 3D                                                                                    | Chris Walker pokonał Briana Lee                                                                                | Singles match                                     | –     |
| 4D                                                                                    | Chris Chavis pokonał J. W. Storma                                                                              | Singles match                                     | –     |
| 5D                                                                                    | Greg Valentine pokonał The Brooklyn Brawlera                                                                   | Singles match                                     | –     |
| 6D                                                                                    | The Nasty Boys (Brian Knobbs i Jerry Sags) pokonali The Bushwhackers (Bushwackera Luke’a i Bushwackera Butcha) | Tag Team match                                    | 7:48  |
| 7D                                                                                    | Legion of Doom (Road Warrior Hawk i Road Warrior Animal) (c) pokonali The Beverly Brothers (w/ The Genius)     | Tag Team match o WWF Tag Team Championship        | 8:58  |
| 8D                                                                                    | Ric Flair pokonał Roddy’ego Pipera                                                                             | Singles match                                     | 14:22 |
| 9                                                                                     | Bret Hart (c) pokonał Skinnera przez submission                                                                | Singles match o WWF Intercontinental Championship | 13:46 |
| 10                                                                                    | Randy Savage pokonał Jake’a Robertsa                                                                           | Singles match                                     | 06:25 |
| 11                                                                                    | The British Bulldog pokonał The Warlorda (w/ Harvey Wippleman)                                                 | Singles match                                     | 12:45 |
| 12                                                                                    | The Repo Man i Ted Dibiase (w/ Sensational Sherri) pokonali El Matadora i Virgila                              | Tag Team Mmtch                                    | 11:28 |
| 13                                                                                    | Hulk Hogan pokonał The Undertakera (c) (w/ Paul Bearer)                                                        | Singles match o WWF Championship                  | 13:09 |
| (c) – mistrz/mistrzyni przed walkąD – walka była dark matchem (nietransmitowana w TV) | |                                                   |       |